# 南部根元記
南部根元記（なんぶこんげんき）は、近世南部家中興の祖と称される二十六代信直の伝記（軍記物）。
始祖 南部光行から、天正19年（1591年）までの盛岡藩初代藩主 南部信直の事績についての歴史書。
根元記の根元は「信直を根元とする」の義であり、津軽氏の独立、九戸合戦、小田原合戦などについて主に記している。